# Elipsoida bezwładności

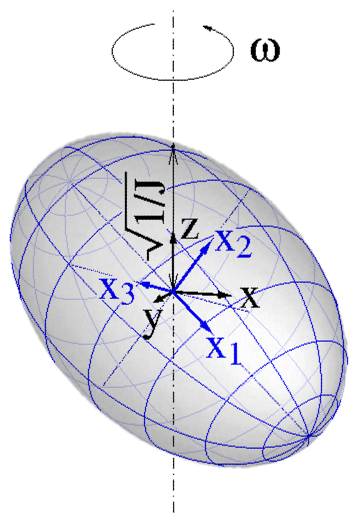
Elipsoida bezwładności

Elipsoida bezwładności – ciała sztywnego  – powierzchnia w kształcie elipsoidy odsunięta od środka o odległość w każdym kierunku będącą miarą momentu bezwładności ciała przy obrocie wokół tego kierunku. Moment bezwładności jest równy do odwrotności kwadratu odległości. W rezultacie trzy półosie elipsoidy bezwładności są równoległe do głównych osi bezwładności ciała, a ich długości są podane jako odwrotność pierwiastka kwadratowego odpowiednich głównych momentów bezwładności.

## Konstruowanie elipsoidy bezwładności
W dowolnym układzie współrzędnych moment bezwładności bryły charakteryzuje tensor momentu bezwładności {\displaystyle {\hat {\mathbf {I} }}.}
{\displaystyle {\hat {\mathbf {I} }}=\left({\begin{matrix}I_{x}&D_{xy}&D_{xz}\\D_{yx}&I_{y}&D_{yz}\\D_{zx}&D_{zy}&I_{z}\end{matrix}}\right)}
gdzie elementy {\displaystyle D_{ij}} są momentami dewiacyjnymi. Układ współrzędnych można dobrać w ten sposób, że momenty dewiacyjne w tym układzie będą się zerowały. Proces ten nazywa się diagonalizacją tensora. Tensor momentu bezwładności będzie miał wówczas postać:
{\displaystyle {\hat {\mathbf {I} }}=\left({\begin{matrix}\mathbf {I} _{x}&0&0\\0&\mathbf {I} _{y}&0\\0&0&\mathbf {I} _{z}\end{matrix}}\right)}
Osie takiego układu nazywamy osiami głównymi, a momenty bezwładności {\displaystyle \mathbf {I} _{i}} głównymi momentami bezwładności.
Ramiona bezwładności (promienie bezwładności) względem poszczególnych osi definiowane są wzorami
{\displaystyle a={\sqrt {\frac {\mathbf {I} _{x}}{m}}},\qquad b={\sqrt {\frac {\mathbf {I} _{y}}{m}}},\qquad c={\sqrt {\frac {\mathbf {I} _{z}}{m}}}.}
Ramiona (promienie) momentów bezwładności bryły względem osi o dowolnych kierunkach tworzą elipsoidę bezwładności, której półosie równe są {\displaystyle a,} {\displaystyle b} i {\displaystyle c.} Zatem równanie elipsoidy będzie miało postać
|  |  | {\displaystyle {\frac {x^{2}}{a^{2}}}+{\frac {y^{2}}{b^{2}}}+{\frac {z^{2}}{c^{2}}}=1.} |  | (a) |

Dla brył o symetrii sferycznej elipsoida będzie miała kształt sfery, a w przypadku symetrii walcowej – elipsoidy obrotowej.

## Wyznaczanie momentu bezwładności
Znając parametry elipsoidy bezwładności, można wyznaczyć moment bezwładności dla dowolnej osi przechodzącej przez początek układu współrzędnych. W tym celu należy wyznaczyć długość odcinka łączącego początek układu współrzędnych z powierzchnią elipsoidy w żądanym kierunku. Współrzędne punktu przecięcia osi z powierzchnią elipsoidy można wyznaczyć rozwiązując układ równań, w którym pierwszym jest równanie (a) elipsoidy bezwładności, a kolejne dwa to układ równań wyznaczający w przestrzeni prostą, będącą nową osią
{\displaystyle \left\{{\begin{aligned}&\alpha x+\beta y+\gamma z=A\\&\delta x+\varepsilon y+\varphi z=B\end{aligned}}\right..}
Wyznaczone w ten sposób ramię bezwładności {\displaystyle d} umożliwia obliczenie momentu bezwładności względem nowej osi
{\displaystyle I=md^{2}.}

### Metody matematyczne
Tensor momentu bezwładności jest macierzą symetryczną, nieosobliwą i rzeczywistą. Pozwala to na zastosowanie dekompozycji według wartości osobliwych lub dekompozycji według wartości własnych do wyznaczenia elipsoidy bezwładności. Ze względu na szczególne własności tensora momentu bezwładności obie metody prowadzą do tego samego wyniku.
Jeżeli {\displaystyle I} to zadana macierz momentu bezwładności, to metody te pozwalają na wyznaczenie macierzy {\displaystyle J} i {\displaystyle Q} takich, że:
{\displaystyle I=QJQ^{T},}
gdzie macierz {\displaystyle J} jest macierzą diagonalną, a macierz {\displaystyle Q} jest macierzą ortogonalną.
Interpretacja geometryczna: macierz {\displaystyle J} ma 3 niezerowe składowe, które oznaczają długości poszczególnych osi elipsoidy. Każda z kolumn macierzy {\displaystyle Q} jest wektorem jednostkowym, którego kierunek pokrywa się z jedną z osi elipsoidy. Macierz {\displaystyle Q} jest macierzą ortogonalną, czyli można ją interpretować jako macierz obrotu. Transformuje ona między sobą dwa układy współrzędnych – jeden taki, którego osie pokrywają się z osiami elipsoidy, natomiast drugi jest układem wyjściowym, w którym były podane współrzędne macierzy {\displaystyle I.} Macierze {\displaystyle J} i {\displaystyle Q} określają zatem odpowiednio kształt i orientację elipsoidy bezwładności w zadanym układzie współrzędnych.